# Uroobovella incerta
Uroobovella incerta es una especie de arácnido del orden Mesostigmata de la familia Urodinychidae.

## Distribución geográfica
Se encuentra en Papúa Nueva Guinea.